# Suore oblate ospedaliere francescane
Le Suore Oblate Ospedaliere Francescane sono un istituto religioso femminile di diritto pontificio.

## Storia

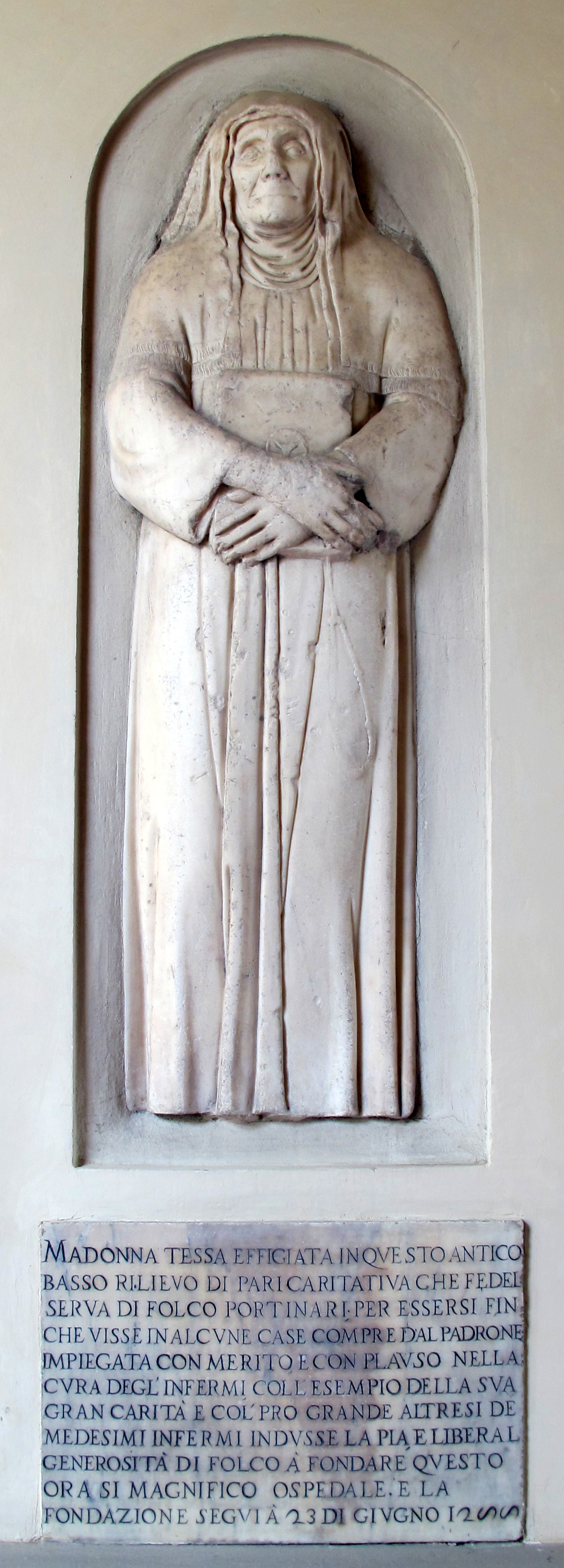
L'effigie a bassorilievo di Monna Tessa, dalla sua lastra tombale

La congregazione trae origine da un ospedale eretto da Folco Portinari su consiglio di una sua povera serva, Monna Tessa: la donna, mossa a compassione dai tanti poveri infermi abbandonati per le strade di Firenze, spinse il suo padrone a dedicare parte dei suoi beni alla fondazione di un istituto dove ospitarli e si offrì di prestare loro assistenza.
Il 24 aprile 1285 Portinari acquistò dai terziari di Sant'Egidio un terreno nel borgo di Santa Maria Nova e iniziò l'erezione di un ospedale; l'atto di fondazione fu rogato il 13 giugno 1285 e presentato ad Andrea de' Mozzi, vescovo di Firenze. Nello stesso atto di fondazione si fa riferimento a una comunità di pie donne che, al seguito di Monna Tessa, prestava gratuitamente le cure alle ricoverate.
Monna Tessa e le sue compagne, dette oblate, appartenevano al Terz'ordine francescano e vestivano il bigello, l'abito di penitenza; la loro oblazione al servizio agli infermi era perpetua e comportava la rinuncia a quanto possedevano e l'impegno a vivere sotto l'ubbidienza dello "spedalingo" di Santa Maria Nova.
Il granduca di Toscana nel 1661 affidò la cura spirituale delle oblate ai frati cappuccini e nel 1773 il ministro generale dell'ordine aggregò all'ordine stesso la comunità.
Il cardinale Elia Dalla Costa, arcivescovo di Firenze, il 26 luglio 1932 rivedette le antiche regole delle oblate e le uniformò alle costituzioni delle altre congregazioni di suore. L'istituto ricevette il pontificio decreto di lode l'11 ottobre 1952.
La prima filiale fu aperta a Sesto Fiorentino nel 1918; altre filiali furono aperte a Roma nel 1960, a Castelgandolfo nel 1962 e a Firenze nel 1965.

## Attività e diffusione
Le suore si dedicano all'assistenza ad anziani e infermi.
Oltre che in Italia, sono presenti nelle Filippine, in India e in Indonesia; la sede generalizia è in via della Quiete a Firenze.
Alla fine del 2015 l'istituto contava 142 religiose in 16 case.